# San Martino Siccomario
San Martino Siccomario este o comună din provincia Pavia, Italia. În 2011 avea o populație de 5,743 de locuitori.

## Demografie
Format:Demografia/San Martino Siccomario